# Spinifex (gras)
Spinifex is een geslacht uit de grassenfamilie (Poaceae). Van de vier soorten komen er drie van nature voor in Australië en een in Nieuw-Zeeland. De enige soort die van nature voorkomt in Nieuw-Zeeland komt ook voor in Australië. Twee soorten komen naast Australië ook voor in (sub)tropisch Azië.

## Soorten
- Spinifex ×alterniflorus Nees
- Spinifex hirsutus Labill.
- Spinifex littoreus (Burm.f.) Merr.
- Spinifex longifolius R.Br.
- Spinifex sericeus R.Br.